# Río Pachicilla
Der Río Pachicilla ist ein 95 km langer linker Nebenfluss des Río Huayabamba in den Provinzen Huallaga und Mariscal Cáceres in der Region San Martín im zentralen Norden Perus.

## Flusslauf
Der Río Pachicilla entspringt auf einer Höhe von etwa 1400 m im äußersten Nordwesten des Distrikts Saposoa. Der Río Pachicilla fließt auf seiner gesamten Strecke in überwiegend südsüdöstlicher Richtung entlang der Ostflanke eines in dieselbe Richtung verlaufenden Höhenkamms. Entlang dem Mittel- und Unterlauf befinden sich mehrere Siedlungen am Flussufer. Die größten Orte sind Bagazán und San Ramón, 16 km bzw. 3 km oberhalb der Mündung. Der Río Pachicilla mündet schließlich in den nach Osten strömenden Unterlauf des Río Huayabamba. Die Mündung liegt auf einer Höhe von ungefähr 280 m 2 km nördlich der Stadt Pachiza sowie etwa 7 km oberhalb der Mündung des Río Huayabamba in den Río Huallaga.

## Einzugsgebiet
Das Einzugsgebiet des Río Pachicilla umfasst eine Fläche von 822 km². Es erstreckt sich über Teile der Distrikte Saposoa, Piscoyacu, Pachiza und Juanjuí. Das Gebiet besteht überwiegend aus kultiviertem Land. Lediglich in den höheren Lagen im Westen gibt es tropischen Bergregenwald. Das Einzugsgebiet des Río Pachicilla grenzt im Westen an das des oberen Río Huayabamba sowie im Osten an das des Río Saposoa.